# Джуди Чикаго
Джуди Чикаго (урождённая Джудит Сильвия Коэн, изменила имя после смерти отца и первого мужа; 20 июля 1939, Чикаго, штат Иллинойс) — американская феминистка, художница, педагог и писательница. Известна своими большими инсталляциями, которые посвящены роли женщин в истории и культуре. В 1970-е годы Джудит придумала термин «феминистское искусство» и основала первую феминистскую художественную программу в Соединённых Штатах. В работах Чикаго используются традиционные женские навыки, такие как рукоделие, и традиционные мужские, такие как сварка и пиротехника. Шедевром Джуди Чикаго является «Званый ужин» (и являющийся его неотъемлемой частью «Этаж наследия»), который находится в коллекции Бруклинского музея.

## Начало жизни
Джудит Сильвия Коэн родилась в 1939 году в Чикаго, штат Иллинойс. Её отец, Артур Коэн, был раввином в двадцать третьем поколении; в его роду был Виленский гаон. В отличие от своих предков, Артур стал профсоюзным деятелем и марксистом. Он работал по ночам в почтовом отделении и заботился о Джудит в течение дня, в то время как мать, Мая Коэн, которая была бывшей танцовщицей, работала в качестве медицинского секретаря. Активное участие Артура в американской коммунистической партии, либеральные взгляды на роль женщины и поддержка прав рабочих сильно влияло на мышление и убеждения Чикаго. В 1945 году, когда Чикаго была дома одна со своим маленьким братом Беном, их дом посетил агент ФБР. Агент начал задавать шестилетней Чикаго вопросы об отце и его друзьях, но допрос был прерван возвращением матери. После этого здоровье Артура резко ухудшилось, и в 1953 году он умер от перитонита. Мать не обсуждала с детьми смерть отца и не позволила им присутствовать на похоронах. Но Чикаго не могла смириться со смертью Артура, пока не выросла. В начале 1960-х годов она была госпитализирована на месяц с кровоточащей язвой из-за стресса.
Мая, мать Джуди, любила искусство и привила свою страсть детям, как видно по дальнейшей жизни Чикаго, ставшей художницей, и её брата Бена — гончара. В возрасте трёх лет Чикаго начала рисовать и посещать занятия в Художественном институте Чикаго. В возрасте 5 лет Чикаго уже знала, что она «никогда не хотела заниматься чем-либо, кроме искусства». Впоследствии она попыталась поступить в этот институт, но ей было отказано в приёме. Вместо этого она начала учёбу в Калифорнийском университете на деньги университета.

## Образование и начало карьеры
В Лос-Анджелесе Джуди становится политически активной, создавая плакаты для Национальной ассоциации содействия прогрессу цветного населения (NAACP) при университете. В конце концов Джуди стала её ответственным секретарём. В июне 1959 года она встретила и влюбилась в Джерри Джеровица. Она оставила учёбу и переехала к нему. В 1959 году мать и брат Чикаго переехали в Лос-Анджелес, чтобы быть ближе к ней, а молодая пара совершила путешествие автостопом до Нью-Йорка. Они жили в Гринвич-Виллидж, прежде чем вернуться в 1960 году из Лос-Анджелеса в Чикаго, чтобы Чикаго могла завершить образование. Чикаго вышла замуж за Джерри в 1961 году. Она окончила университет со степенью бакалавра изобразительных искусств в 1962 году, являясь членом Общества «Фи Бета Каппа». Джерри погиб в автомобильной катастрофе в 1963 году; Чикаго тяжело перенесла эту утрату. В 1964 году она получила в Калифорнийском университете степень магистра изящных искусств.
В аспирантуре Чикаго создала серию абстрактных картин, в которых легко угадывались мужские и женские половые органы. Серия была названа «Бигамия» (Bigamy) и посвящена погибшему мужу. Одна из картин изображала абстрактный пенис, который был «остановлен в полете», прежде чем он смог объединиться с вагиной. Её преподаватели, которые были в основном мужчинами, были встревожены этими работами. Несмотря на использование половых органов в своей работе, Чикаго избегала темы гендерной политики и идентичности.
В 1965 году Чикаго продемонстрировала свои работы на выставке в лос-анджелесской галерее Рольфа Нельсона. Чикаго была одной из четырёх женщин-художников, принявших участие в выставке. В 1968 году в Чикаго спросили, почему она не участвовала в выставке «Калифорния. Женщины в искусстве» в Литтон-центре. Она ответила: «Я не буду выставляться в группе, где есть слово „женщины“, „евреи“ или „Калифорния“. Когда-нибудь мы все перерастём такие ярлыки». Чикаго начала работать над ледовыми скульптурами, представлявшими «метафору драгоценности жизни», что было также связано со смертью её мужа.
В 1969 году художественный музей Пасадины выставил серию сферических скульптур из акрилового пластика и рисунков Чикаго в «экспериментальной» галерее. Эксперты в Америке отметили, что работа Чикаго была ярким примером концептуализма, а Los Angeles Times охарактеризовала работу, как не проявляющую никаких признаков «теоретического нью-йоркского типа искусства». Чикаго говорила, что её раннее искусство было минималистским и являлось попыткой «быть парнем». Чикаго также экспериментировала с перформансами, используя фейерверки и пиротехнику, чтобы создать «атмосферу», которая включала вспышки цветного дыма на открытом воздухе. С помощью этой работы она пыталась придать «женственность» пейзажу и «смягчить» его
В этот период Чикаго также начала изучать в своих работах свою собственную сексуальность. Она создала серию абстрактных картин Pasadena Lifesavers, нарисованных акриловой краской на оргстекле. Работы представляли собой смешение цветов, чтобы создать иллюзию, что фигуры «поворачиваются, растворяются, открываются, закрываются, вибрируют, жестикулируют, покачиваются», отражая её открытие, что она может получать много оргазмов. Чикаго называет эту серию одним из поворотных моментов в своём творчестве применительно к сексуальности и изображению женственности.

## Смена имени
Пока Чикаго зарабатывала себе имя художницы и узнавала себя как женщину, она всё меньше чувствовала свою связь со своей фамилией — Коэн (в замужестве Геровиц). Это было связано со смертью её отца и мужа. Она решила, что хочет изменить свою фамилию на нечто независимое от мужчин и связи с ними через брак или наследство. В этот период она вышла замуж за скульптора Ллойда Хамрола в 1965 году (они развелись в 1979 году). Владелец галереи Рольфа Нельсона называл её «Джуди Чикаго» из-за её сильной личности и акцента. Она решила, что это будет её новое имя, и стремилась изменить его на законных основаниях. Чикаго была шокирована, узнав, что нужна подпись её нового мужа, чтобы изменить имя на законных основаниях. В итоге имя было изменено. Чтобы отпраздновать это событие, она позировала для выставки одетая как боксёр, в толстовке, на которой была написана новая фамилия. В 1970 году она также разместила плакат на персональной выставке в Калифорнийском университете в Фуллертоне, где было написано: «Джуди Чикаго снимает с себя все имена, наложенные на неё мужчинами, и выбирает себе собственное имя». Реклама с тем же заявлением была размещена в октябре 1970 года в выпуске Artforum.

## Карьера

### Движение феминисток в 1970-х годах
В 1970 году Чикаго решила работать полный рабочий день в колледже Фресно, надеясь научить женщин навыкам, необходимым, чтобы выражать в их работе женский взгляд. В городе Фресно она создала класс, состоящий только из женщин, и учила пятнадцать студенток за пределами кампуса избегать «присутствия и, следовательно, мнения мужчин». Именно в это время Чикаго начинает вводить термин «феминистское искусство». Её класс стал первой программой феминистского искусства в Соединенных Штатах. Чикаго считается «феминистской художницей первого поколения», наряду с Мэри Бет Эделсон, Кароли Шнееман и Рэйчел Розенталь. Они были частью феминистского движения в Европе и Соединенных Штатах в начале 1970-х годов, занимавшегося разработкой феминистской литературы и искусства.
Чикаго пошла дальше, стала учителем в Калифорнийском институте искусств и возглавила Программу феминистского искусства. В 1972 году вместе с Мириам Шапиро она создала инсталляцию Womanhouse, которая была первым художественным выставочным пространством для отображения женской точки зрения в искусстве. С Арлин Равен и Шейлой Левран де Бреттвилль Чикаго в 1973 году основала в Лос-Анджелесе Женское здание (Woman’s Building). Там располагалась Феминистская студия-мастерская, описанная основателями как «экспериментальная программа женского образования в области искусства». Их цель состояла в том, чтобы разработать новую концепцию искусства, новый тип художницы и новое сообщество, основанное на жизни, чувствах и потребностях женщин. В этот период Чикаго начала рисовать с помощью аэрографа, прежде всего абстрактные картины с геометрическими формами. Эти работы развивались, всё больше сосредоточиваясь на идее «женского». Чикаго была под сильным влиянием Герды Лернер, чьи работы убедили её, что женщины, даже не зная о женской истории, будут продолжать бороться в жизни самостоятельно и коллективно.

### Womanhouse
Womanhouse — это проект, в котором участвовали Джуди Чикаго и Мириам Шапиро. Это началось осенью 1971 года, когда они хотели начать год с масштабного совместного проекта для женщин-художниц, которые тратили много времени на разговоры о своих женских проблемах. Они использовали эти проблемы в качестве топлива и занимались ими во время работы над проектом. Джуди подумала, что студентки часто подходят к занятиям искусством с нежеланием раздвигать свои границы из-за недостаточного знакомства с инструментами и процессами и неспособностью рассматривать себя как трудящихся. «Цель феминистской программы искусства в том, чтобы помочь женщинам перестроить себя в соответствии с желанием быть художницами, а также помочь им строить занятия искусством, исходя из их женского опыта».
В 1975 году вышла первая книга Чикаго «Сквозь цветок» (Through the Flower). Она запечатлела борьбу этой женщины за свою суть художницы.

### «Званый ужин»
Чикаго приняла совет Герды Лернер близко к сердцу и приняла меры, чтобы научить женщин их истории. Это сделал шедевр Чикаго «Званый ужин» (The Dinner Party), который сейчас находится в коллекции Бруклинского музея. Его создание заняло пять лет и обошлось примерно в 250 000 $. Впервые Джуди воплотила этот проект в своей студии в Санта-Монике. Это большой треугольник со сторонами 48, 43 и 36 футов (14,5, 13 и 11 м), который включает 39 кувертов. Каждый комплект обозначает историческую или мифическую женскую фигуру, например художниц, богинь, активисток и мучениц. Проект был создан с помощью более 400 человек, в основном женщин, которые добровольно помогали рукоделием, создавали скульптуры и участвовали в других аспектах этого процесса. Важной частью «Званого ужина» стал «Этаж наследия» — керамические изразцы, устилающие всю площадь треугольника между столами, и перечисляющие имена 999 женщин, являющихся образцами для подражания, внёсших важный вклад в развитие равноправного общества, в улучшение условия жизни для женщин.

### Проект «Рождение» и Powerplay
С 1980 до 1985 года Чикаго создавала проект «Рождение» (The Birth Project). В нём использованы изображения родов, отражающие роль женщины в качестве матери. Картина заставила многих переосмыслить рассказ книги Бытие, в котором основное внимание концентрируется на том, что мужчина-Бог создал мужчину-человека без участия женщины. Чикаго назвала проект «выявлением первобытной женской личности, скрытой в глубинах моей души… Роды женщины — это часть рассвета творения». 150 рукодельниц из Соединённых Штатов, Канады и Новой Зеландии оказывали помощь в проекте, работая над 100 панелями в различных техниках — квилтинг, макраме, вышивка и так далее. Большинство частей из проекта «Рождение» находятся в коллекции Музея Альбукерке.
Чикаго не была лично заинтересована в материнстве. Хотя она восхищалась женщинами, которые выбрали этот путь, она считала его неподходящим для себя. В 2012 году она сказала: «На этом свете не было способа сделать так, чтобы у меня были и дети, и та карьера, что у меня была».
После того как проект «Рождение» Чикаго был закончен и выставлен на обозрение, она вернулась к независимой работе в студии. В этот период она создала PowerPlay — серию рисунков, вышивок, картин, бумажных и бронзовых рельефов. В этой серии Чикаго заменила мужской взгляд феминистским, исследуя «мужское» и то, как на мужчин влияет власть.

### Проект «Холокост»
В середине 1980-х годов интересы Чикаго переместились от вопросов женской идентичности к исследованию мужской силы и бессилия в контексте Холокоста. Журналистка Галит Мана утверждает, что эта тема до сих пор рассматривается с феминистских позиций, изложенных в проекте Чикаго «Холокост: От тьмы к свету» (The Holocaust Project: From Darkness into Light, 1985—1993) в сотрудничестве с мужем, фотографом Дональдом Вудманом, за которого она вышла замуж в канун нового года 1985. Хотя оба предыдущих мужа Чикаго были евреями, она стала исследовать своё еврейское наследие только после того, как полюбила Вудмана. Чикаго встретилась с поэтом Харви Муддом, который написал эпическую поэму о Холокосте. Джуди заинтересовалась иллюстрированием поэмы, но потом решила создать свою собственную работу, используя визуальные и текстовые методы. Чикаго работала вместе с мужем, чтобы завершить работу, которая заняла восемь лет. Рассказ о жертвах Холокоста совпал с потерями в жизни Джуди: её мать умерла от рака, а брат Бен — от бокового амиотрофического склероза.
Чтобы черпать вдохновение для проекта, Чикаго и Вудман просмотрели документальный фильм «Шоа», который включает интервью с выжившими в концентрационных лагерях и в других местах, связанных с Холокостом. Они также изучали фотоархивы и статьи о Холокосте. Кроме того, они два с половиной месяца путешествовали по Восточной Европе, посетили все концентрационные лагеря и, наконец, съездили в Израиль. Это путешествие подтолкнуло Чикаго и Вудмана рассматривать Холокост как глобальное явление, поэтому Джуди внесла в работу отсылки к другим вопросам, таким как защита окружающей среды, геноцид американских индейцев и война во Вьетнаме. С помощью этих предметов Чикаго пыталась соотнести современные проблемы с тематикой Холокоста. Этот аспект работы вызвал споры внутри еврейской общины. Проект «Холокост: От тьмы к свету» состоит из шестнадцати крупных работ, выполненных из различных материалов, включая гобелены, витражи, металл, дерево, фотографии, живопись и шитьё Одри Коуэн. Выставка заканчивается картиной, изображающей еврейскую пару в субботу. Выставка занимает 3000 квадратных футов (278 м²), давая зрителю ощущение полноценной выставки. Проект «Холокост: От тьмы к свету» был выставлен впервые в октябре 1993 года в музее «Спертус» в Чикаго. Большая часть работы хранится в Центре Холокоста в Питтсбурге, штат Пенсильвания.
Чикаго посвятила последующие шесть лет созданию работы, которая воспроизводила ощущения жертв концентрационного лагеря. Она включает в себя картину «Нужно кричать» (One Must Scream), основанную на опыте двух людей, которые выжили в крематории в Биркенау. «Этот сдвиг фокуса, — пишет Г. Мана, — подтолкнул Чикаго к работе над другими проектами с акцентом на еврейской традиции», включая «Голоса из Песни Песней» (Voices from the Song of Songs, 1997), где Чикаго «вводит феминизм и женскую сексуальность в своё изображение сильных библейских персонажей женского пола».

### Современная работа и жизнь
В 1985 году Чикаго вышла замуж за фотографа Дональда Вудмана. Чтобы отпраздновать 25-ю годовщину свадьбы, в 2010 году Чикаго создала «Обновление ктубы» (Renewal Ketubah).
Архивы Чикаго хранятся в библиотеке Шлезингера в колледже Рэдклифф, а её коллекция книг о женской истории и культуре хранится в университете Нью-Мексико. В 1999 году Чикаго получила премию Калифорнийского университета для выпускников за профессиональные достижения, а также была удостоена почетных степеней Университета Лихай, Колледжа Смит, Университета Дьюка и Рассел Сейдж Колледжа. В 2004 году Чикаго получила премию Visionary Woman от Колледжа искусства и дизайна Мура. Чикаго была названа лауреатом Национального проекта истории женщин за проведение Месяца женской истории в 2008 году. Джуди пожертвовала свою коллекцию учебных материалов по феминистскому искусству Университету штата Пенсильвания в 2011 году, когда она жила в Нью-Мексико. Осенью 2011 Чикаго вернулась в Лос-Анджелес на церемонию открытия выставки в Музее Гетти под названием «Конкуренты». Для выставки она вернулась на футбольное поле Колледжа Помона, где в конце 1960-х годов она устроила инсталляцию с фейерверками, и вновь выполнила её.
Существует интерес к работе Джуди Чикаго и в Соединенном Королевстве, где проходили две её персональные выставки в 2012 году в Лондоне и ещё одна — в Ливерпуле. На выставке в Ливерпуле в ноябре 2012 года Чикаго представила иллюстрированную монографию, посвящённую Вирджинии Вулф. Она рассказала, что раньше думала о своих занятиях литературой как о вторичном по сравнению с изобразительным искусством, но теперь она считает их важной частью своего творчества. Перу Чикаго принадлежат девять книг и поэма Meger (1979).
Чикаго стремится быть в движении, исследуя новые направления для своего творчества; она даже поступила в школу конструирования автомобилей, чтобы научиться аэрографии, и вскоре начала работать со стеклом. Чикаго говорила: «Мной движет не карьера. Моя работа — не точки Дэмьена Херста: их покупают, поэтому он нарисовал тысячи точек. Я, пожалуй, никогда бы так не поступила! Со мной бы такого просто не случилось». При этом со временем тематика её работ расширилась; как говорит сама художница, «пожалуй, можно сказать, что я подняла взгляд выше своего влагалища».